# Straßenbahn Luxemburg
Die Straßenbahn Luxemburg ist das Straßenbahnsystem der luxemburgischen Hauptstadt Luxemburg, das am 10. Dezember 2017 eröffnet wurde. Bereits von 1875 bis 1964 existierte in der Stadt ein Straßenbahnnetz.
Die Strecke führt in einer Länge von 16 Kilometern vom Flughafen Findel über Luxexpo, das Kirchberg-Plateau, die Rout Bréck und durch das Stadtzentrum bis zum Bahnhof Luxemburg und weiter zum Stadion. Die 24 Haltestellen liegen im Durchschnitt etwa 500 Meter auseinander.
Grund für die Schaffung einer neuen Straßenbahnlinie und weiterer Verkehrsinfrastrukturprojekte ist das wirtschaftliche und demografische Wachstum der Stadt Luxemburg. Es wird davon ausgegangen, dass 2030 täglich 60.000 Menschen auf das Kirchberg-Plateau pendeln werden, d. h. doppelt so viele wie 2017. Bereits in den ersten zwei Betriebsmonaten zeigte sich, dass wochentags im Schnitt rund 17.000 Fahrgäste mit der Tram fahren – mehr als doppelt so viele im Vergleich zur ursprünglichen Prognose von etwa 8.400 Passagieren pro Tag.

## Geschichte
Am 7. März 1991 wurde TRAM A.s.b.l. gegründet und die Idee einer Straßenbahn zum ersten Mal wieder aufgeworfen, nachdem 1964 die letzte Straßenbahnlinie eingestellt worden war. 1994 erfolgte die Veröffentlichung der Luxtraffic-Studie und 1995 die Vorstellung des Projektes BTB (Bus-Straßenbahn-Zug) mit einem „Tram-Train“ (Straßenbahn-Zug), das aber nicht umgesetzt werden konnte und 2005 endgültig aufgegeben wurde. Die Kosten für die Realisierung des Projekts BTB wurden auf etwa 760 Millionen Euro geschätzt.

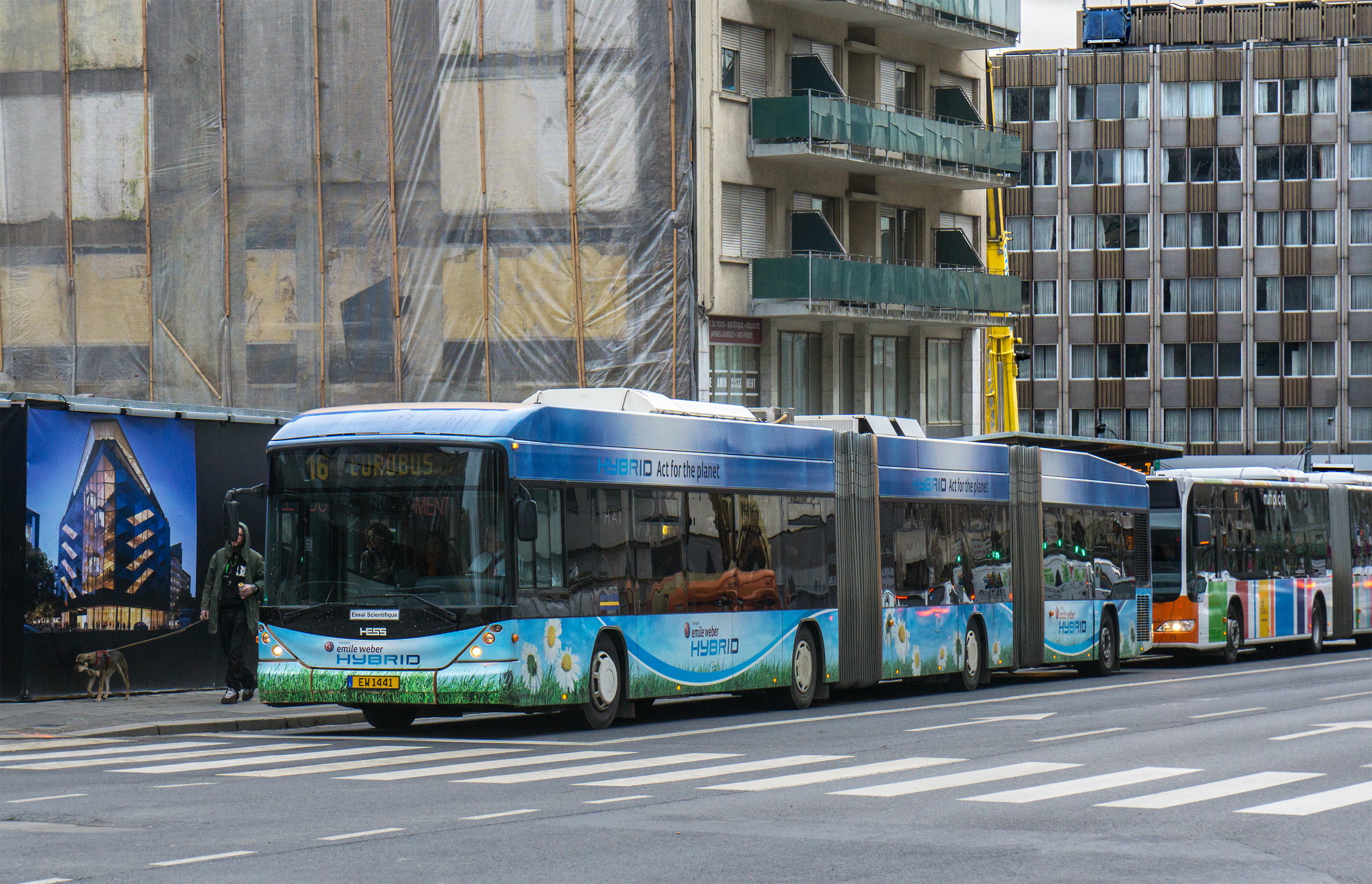
Vor der Straßenbahn: Das starke Fahrgastaufkommen macht den Einsatz von Doppelgelenkbussen auf den Linien zum Kirchberg-Plateau erforderlich (2017)

2006 wurde schließlich der Vorschlag einer traditionellen Straßenbahnlinie angenommen und am 20. Juni 2007 die wirtschaftliche Interessengemeinschaft GIE LuxTram (Groupement d'intérêt economique) gegründet und die Route grundsätzlich festgelegt. Aufgrund der Finanzkrise ab 2007 wurde das Projekt 2010 vorerst nicht weiter verfolgt. Ursprünglich war vorgesehen, dass die Arbeiten an der Straßenbahn Anfang 2011 beginnen sollten, damit die Linie 2014 in Betrieb gehen kann. 2012 und 2014 fordern die Gegner des Straßenbahnprojektes ein Referendum, welches jedoch abgelehnt wurde. Am 4. Juni 2014 stimmte das Parlament in Luxemburg mit 56 von 60 Stimmen für die Straßenbahn. Am 17. Oktober 2014 wurde der Name der Interessensgemeinschaft von GIE LuxTram in GIE Tramway Luxemburg geändert und am 21. Oktober 2014 entstand die heutige Betreibergesellschaft LuxTram S.A. als Aktiengesellschaft (Société Anonyme) und die GIE Tramway Luxembourg ging am 15. Januar 2015 in der LuxTram S.A. auf.
Im Januar 2015 begannen die Vorbereitungsarbeiten für die neue Straßenbahn, und am 18. September 2015 wurde der Grundstein des neuen Betriebsbahnhofes und Wartungszentrums Tramsschapp bei Luxexpo gelegt.
Im Juli 2016 begann die Verlegung der ersten Schienen, und am 8. Februar 2017 wurde das erste Straßenbahnfahrzeug geliefert. Beim Tag der offenen Tür am 23. und 24. September 2017 besuchten weit über 10.000 interessierte Bürger den Tramsschapp. Ab dem 2. November wurden die Tests mit der Straßenbahn im normalen Verkehrsbetrieb ohne Fahrgäste durchgeführt, und bei Übungen mit den Rettungsdiensten wurden simulierte Unfälle geprobt. Der erste reale Unfall mit der Straßenbahn ereignete sich am 1. Dezember 2017, wobei an der Straßenbahn nur geringer Sachschaden entstand.
Am 10. Dezember 2017 um 13 Uhr wurde der öffentliche Betrieb aufgenommen. Im Zeitraum vom 10. Dezember 2017 bis 31. Januar 2018 konnte die Straßenbahn kostenlos benutzt werden. Seit dem 27. Juli 2018 fährt die Bahn bis zur Place de l’Étoile.
Wie die übrigen öffentlichen Verkehrsmittel im ganzen Staat Luxemburg kann die Straßenbahn seit dem 29. Februar 2020 kostenlos benutzt werden.
Den ersten größeren Unfall hatte die Tram am 19. Juli 2019. Der Wagen 104 kollidierte mit einem Bus, der ein Motorrad und einen Baum mitriss, und entgleiste. Von den 30 bis 50 Personen im Zug sowie einem Fahrgast und dem Fahrer im Bus wurden insgesamt fünf Personen verletzt, davon eine schwer.
Am 13. Dezember 2020 ging der Abschnitt vom Stäreplaz bis zum Luxemburger Bahnhof planmäßig in Betrieb, am 11. September 2022 die Verlängerung vom Hauptbahnhof Luxemburg zum Lycée Bouneweg.
Am 7. Juli 2024 ging der Abschnitt D vom Lycée Bonneweg zum Stadion in Betrieb.
Am 2. März 2025 ging der letzte Abschnitt der Linie 1 bis zum Flughafen in Betrieb.
Bis 2020 wollte Luxtram S.A. an die 250 Personen beschäftigen. Es waren aber nur 145.

## Infrastruktur
| \| \| \| Findel - Luxembourg Airport seit 2. März 2025 \| \| \| \| Héienhaff P+R seit 2. März 2025 \| \| \| \| Brücke über Autobahn A1 \| \| \| \| Betriebshof und Werkstatt \| \| \| \| Luxexpo \| \| \| \| Alphonse Weicker \| \| \| \| Nationalbibliothéik - Bibliothèque nationale \| \| \| \| Universitéit \| \| \| \| Coque \| \| \| \| Europaparlament / Parlement européen \| \| \| \| Philharmonie - Mudam \| \| \| \| Rout Bréck - Pafendall \| \| \| \| Ende der Oberleitung \| \| \| \| Großherzogin-Charlotte-Brücke über Alzette und Bahnstrecke nach Spa \| \| \| \| Theater seit 27. Juli 2018 \| \| \| \| Faïencerie seit 27. Juli 2018 \| \| \| \| Stäreplaz / Étoile seit 27. Juli 2018 \| \| \| \| Hamilius seit 13. Dezember 2020 \| \| \| \| Adolphe-Brücke über Petruss \| \| \| \| Place de Metz seit 13. Dezember 2020 \| \| \| \| Paräisser Plaz / Place de Paris seit 13. Dezember 2020 \| \| \| \| Beginn der Oberleitung \| \| \| \| Gare Centrale seit 13. Dezember 2020 \| \| \| \| Pont Buchler über Bahnstrecken nach Namur und nach Bettembourg \| \| \| \| Leschte Steiwer - Dernier Sol seit 11. September 2022 \| \| \| \| Lycée Bouneweg seit 11. September 2022 \| \| \| \| Scillas seit 7. Juli 2024 \| \| \| \| Howald Gare seit 7. Juli 2024 \| \| \| \| Lycée Vauban seit 7. Juli 2024 \| \| \| \| Waassertuerm seit 7. Juli 2024 \| \| \| \| Brücke über Autobahn A1 \| \| \| \| Stadion seit 7. Juli 2024 \| |  |                                                                     |                                                                     |
| U-Bahn-Kopfbahnhof Streckenanfang |  | Findel - Luxembourg Airport seit 2. März 2025                       | Findel - Luxembourg Airport seit 2. März 2025                       |
| U-Bahn-Haltepunkt / Haltestelle |  | Héienhaff P+R seit 2. März 2025                                     | Héienhaff P+R seit 2. März 2025                                     |
| U-Bahn-Brücke |  | Brücke über Autobahn A1                                             | Brücke über Autobahn A1                                             |
| U-Bahn-Betriebs-/Güterbahnhof Streckenanfang und quer · U-Bahn-Abzweig geradeaus, nach rechts und von rechts |  | Betriebshof und Werkstatt                                           | Betriebshof und Werkstatt                                           |
| U-Bahn-Bahnhof |  | Luxexpo                                                             | Luxexpo                                                             |
| U-Bahn-Haltepunkt / Haltestelle |  | Alphonse Weicker                                                    | Alphonse Weicker                                                    |
| U-Bahn-Haltepunkt / Haltestelle |  | Nationalbibliothéik - Bibliothèque nationale                        | Nationalbibliothéik - Bibliothèque nationale                        |
| U-Bahn-Haltepunkt / Haltestelle |  | Universitéit                                                        | Universitéit                                                        |
| U-Bahn-Haltepunkt / Haltestelle |  | Coque                                                               | Coque                                                               |
| U-Bahn-Haltepunkt / Haltestelle |  | Europaparlament / Parlement européen                                | Europaparlament / Parlement européen                                |
| U-Bahn-Haltepunkt / Haltestelle |  | Philharmonie - Mudam                                                | Philharmonie - Mudam                                                |
| U-Bahn-Bahnhof |  | Rout Bréck - Pafendall                                              | Rout Bréck - Pafendall                                              |
| U-Bahn-Grenze |  | Ende der Oberleitung                                                | Ende der Oberleitung                                                |
| U-Bahn-Brücke über Wasserlauf |  | Großherzogin-Charlotte-Brücke über Alzette und Bahnstrecke nach Spa | Großherzogin-Charlotte-Brücke über Alzette und Bahnstrecke nach Spa |
| U-Bahn-Haltepunkt / Haltestelle |  | Theater seit 27. Juli 2018                                          | Theater seit 27. Juli 2018                                          |
| U-Bahn-Haltepunkt / Haltestelle |  | Faïencerie seit 27. Juli 2018                                       | Faïencerie seit 27. Juli 2018                                       |
| U-Bahn-Haltepunkt / Haltestelle |  | Stäreplaz / Étoile seit 27. Juli 2018                               | Stäreplaz / Étoile seit 27. Juli 2018                               |
| U-Bahn-Haltepunkt / Haltestelle |  | Hamilius seit 13. Dezember 2020                                     | Hamilius seit 13. Dezember 2020                                     |
| U-Bahn-Brücke über Wasserlauf |  | Adolphe-Brücke über Petruss                                         | Adolphe-Brücke über Petruss                                         |
| U-Bahn-Haltepunkt / Haltestelle |  | Place de Metz seit 13. Dezember 2020                                | Place de Metz seit 13. Dezember 2020                                |
| U-Bahn-Haltepunkt / Haltestelle |  | Paräisser Plaz / Place de Paris seit 13. Dezember 2020              | Paräisser Plaz / Place de Paris seit 13. Dezember 2020              |
| U-Bahn-Grenze |  | Beginn der Oberleitung                                              | Beginn der Oberleitung                                              |
| U-Bahn-Bahnhof |  | Gare Centrale seit 13. Dezember 2020                                | Gare Centrale seit 13. Dezember 2020                                |
| U-Bahn-Kreuzung mit Eisenbahn geradeaus oben |  | Pont Buchler über Bahnstrecken nach Namur und nach Bettembourg      | Pont Buchler über Bahnstrecken nach Namur und nach Bettembourg      |
| U-Bahn-Haltepunkt / Haltestelle |  | Leschte Steiwer - Dernier Sol seit 11. September 2022               | Leschte Steiwer - Dernier Sol seit 11. September 2022               |
| U-Bahn-Bahnhof |  | Lycée Bouneweg seit 11. September 2022                              | Lycée Bouneweg seit 11. September 2022                              |
| U-Bahn-Haltepunkt / Haltestelle |  | Scillas seit 7. Juli 2024                                           | Scillas seit 7. Juli 2024                                           |
| U-Bahn-Bahnhof |  | Howald Gare seit 7. Juli 2024                                       | Howald Gare seit 7. Juli 2024                                       |
| U-Bahn-Haltepunkt / Haltestelle |  | Lycée Vauban seit 7. Juli 2024                                      | Lycée Vauban seit 7. Juli 2024                                      |
| U-Bahn-Haltepunkt / Haltestelle |  | Waassertuerm seit 7. Juli 2024                                      | Waassertuerm seit 7. Juli 2024                                      |
| U-Bahn-Brücke |  | Brücke über Autobahn A1                                             | Brücke über Autobahn A1                                             |
| U-Bahn-Kopfbahnhof Streckenende |  | Stadion seit 7. Juli 2024                                           | Stadion seit 7. Juli 2024                                           |

Das Straßenbahnnetz in Luxemburg ist durchgehend zweigleisig und für Zweirichtungsbetrieb ausgelegt, sodass keine Wendeschleifen benötigt werden. Für allfällige Fahrtrichtungswechsel sind in regelmäßigen Abständen Gleiswechsel vorhanden. Die Gleise sind in Normalspur (1435 mm) ausgeführt.
Die derzeit einzige Linie bedient 24 Haltestellen. Im Stadtzentrum existiert ein rund 3,5 Kilometer langer oberleitungsloser Abschnitt. Die Straßenbahn ist nahezu gänzlich auf eigenem Gleiskörper trassiert, vereinzelte Abschnitte und Haltestellen werden auch von Bussen mitgenutzt.

### Streckenverlauf

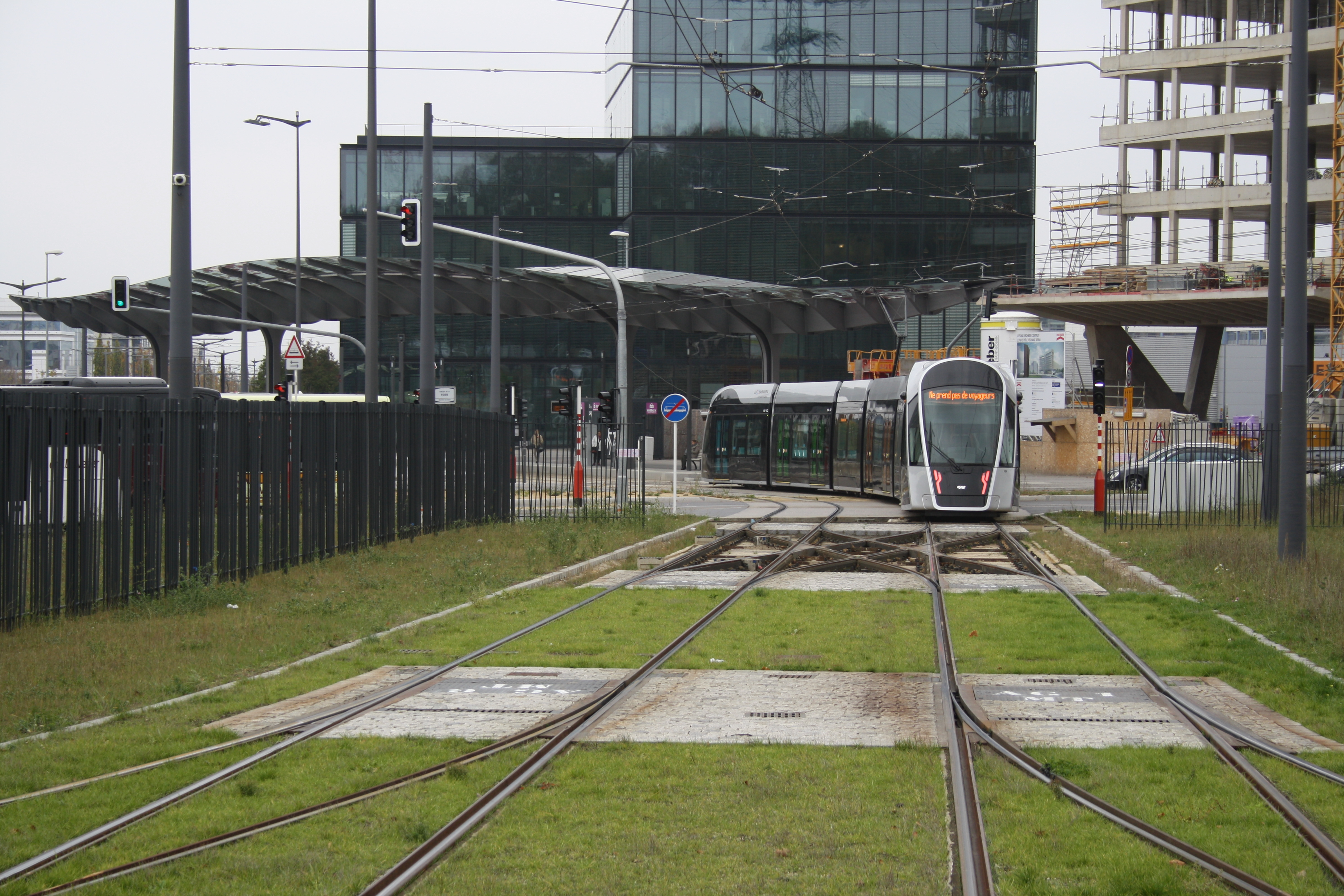
Doppelte Gleisverbindung an der östlichen Endhaltestelle Luxexpo. Wegen des Zweirichtungsbetriebs sind keine Wendeschleifen erforderlich.

Die Strecke beginnt beim Flughafen Luxemburg und führt danach in den Nordosten der Stadt auf das Kirchberg-Plateau, wo sich östlich des Luxexpo-Areals auch der Betriebshof der Straßenbahn befindet. In seitlicher Randlage entlang der Avenue John F. Kennedy verläuft die Strecke vom bisherigen Endpunkt Luxexpo stadteinwärts. Die Tram nutzt hierfür einen eigenen Gleiskörper, der nördlich der Straße liegt.
An der Haltestelle Pafendall – Rout Bréck, an der mittels Standseilbahn eine Verbindung zum Bahnhaltepunkt Pafendall–Kirchberg im Tal hergestellt wird, endet die Oberleitung der Straßenbahn. Für die Weiterfahrt ins Zentrum müssen die Fahrzeuge den Stromabnehmer senken. Um die historische Architektur in der Altstadt durch Fahrleitungen optisch nicht zu beeinträchtigen, durchqueren die CAF Urbos den Streckenabschnitt im Stadtzentrum per Batteriespeisung.

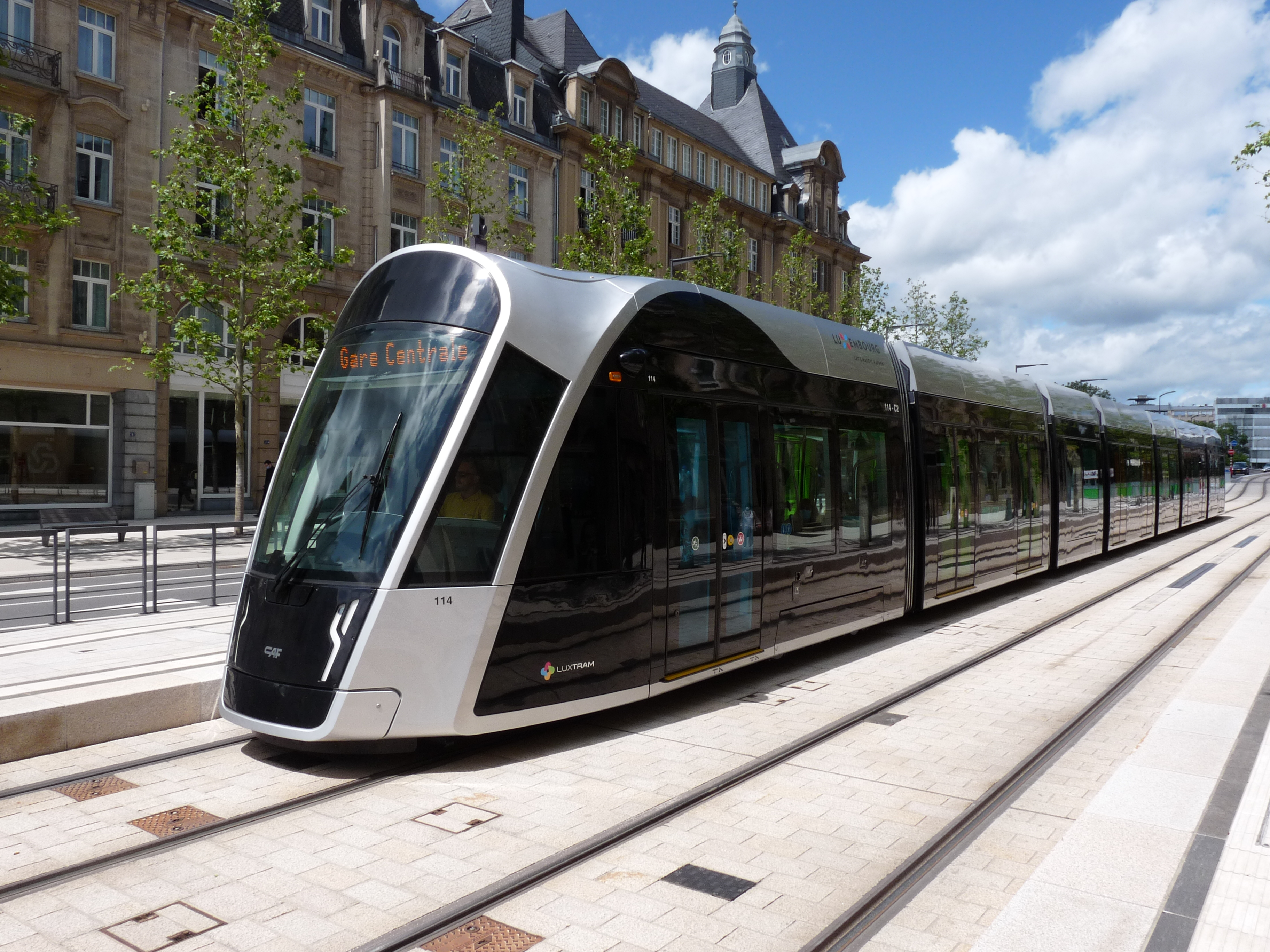
Wagen 114 durchquert den Innenstadtabschnitt oberleitungslos mit Superkondensatoren

Zunächst wird das Tal der Alzette auf der Großherzogin-Charlotte-Brücke, auch Rout Bréck genannt, überquert, um im Bereich des Theaters in den Boulevard Emmanuel Servais einzubiegen. Die Strecke folgt anschließend der Allée Scheffer und der Rue Jan-Pierre Probst zum Stäreplatz. Durch die Avenue Emile Reuter wird zunächst in Seitenlage und dann in Straßenmitte auf eigenem Gleiskörper der Stadtpark durchquert. Ab der Haltestelle Hamilius folgt die Trasse dem Boulevard Royal in östlicher Randlage und nach dem Passieren der Adolphe-Brücke weiter auf der Avenue de la Liberté. Nach Überqueren des Gleisvorfeldes des Bahnhofs auf der Pont Buchler verläuft die Strecke unmittelbar östlich des CFL-Betriebswerks durch den Stadtteil Bouneweg. Hier befinden sich die Haltestellen Leschte Steiwer - Dernier Sol und Lycée Bouneweg. Aus der Rue d'Orchimont zweigt die Strecke dann nach Südwesten ab und folgt der Straße Rangwee bis auf Höhe der Bahnunterführung, wo sie die Gleise nicht unterquert, sondern den Boulevard de Scillas weiter stadtauswärts folgt und eine weitere Haltestelle erhält. Am Bahnhof Howald ist neben einem Park-and-Ride-Platz ein direkter Umsteigeknoten zu Bahn und Bus, wofür die Straßenbahn die Haltestelle Howald Gare in Brückenlage direkt über den Bahngleisen erhält. Anschließend wird das Autobahnkreuz Gasperich auf der sogenannten Pont Y überquert. Am Lycée Vauban erhält die Strecke in der Rue Albert Einstein ihre nächste Station, bevor die Gleise nach Süden in den Boulevard de Kockelscheuer abbiegen, dessen Verlauf sie über die Zwischenstation Waassertuerm bis zum Endpunkt Stadion in Cloche d’Or weiter folgt.
An der Haltestelle Gare Centrale vor dem Bahnhof Luxemburg beginnt die Fahrleitung wieder und setzt sich bis ans Streckenende des Südabschnitts nach Cloche d’Or fort.

### Erweiterungen

#### Zweiter Streckenast auf dem Kirchberg
2025 wurde mit dem Bau eines an der Rout Bréck abzweigenden Streckenastes zur Europa-Schule begonnen. Die Betriebsaufnahme war dabei für den Beginn des Schuljahres 2027 vorgesehen. Dieser Streckenast soll langfristig bei der Station Luxexpo wieder an die Bestandsstrecke anschließen und somit zu einer spangenförmigen Netzstruktur führen.

#### Verlängerung von Cloche d’Or nach Esch und Beles
Als weiteres Projekt ist seit 2018 eine Schnelltramverbindung zwischen der Stadt Luxemburg und Esch-sur-Alzette in Planung. Die 19 Kilometer lange Strecke mit 13 Haltestellen soll parallel zur A4 und einem neu zu bauenden Schnellradweg verlaufen. Der Bau soll in vier Phasen erfolgen.
Der Abschnitt von Cloche’Or nach Leudelange soll bis 2028, die Verlängerung bis Foetz bis 2030, nach Metzeschmelz bis 2032 und schließlich zur Endhaltestelle Belvaux Mairie bis 2035 eröffnet werden. Die Strecke soll mit 100 km/h befahrbar sein, um eine Reisegeschwindigkeit von 50 km/h zu erreichen.

#### Weitere Strecken
Ein weiterer Streckenast soll am Bahnhof abzweigen und 1,1 Kilometer nach Nei Hollerich führen. Der zweite Kirchberg-Ast soll mit der Verlängerung eine Gesamtlänge von 2,3 Kilometern erreichen. Beide Erweiterungen sollen (Stand 2024) bis 2030 in Betrieb sein.

### Betriebshof

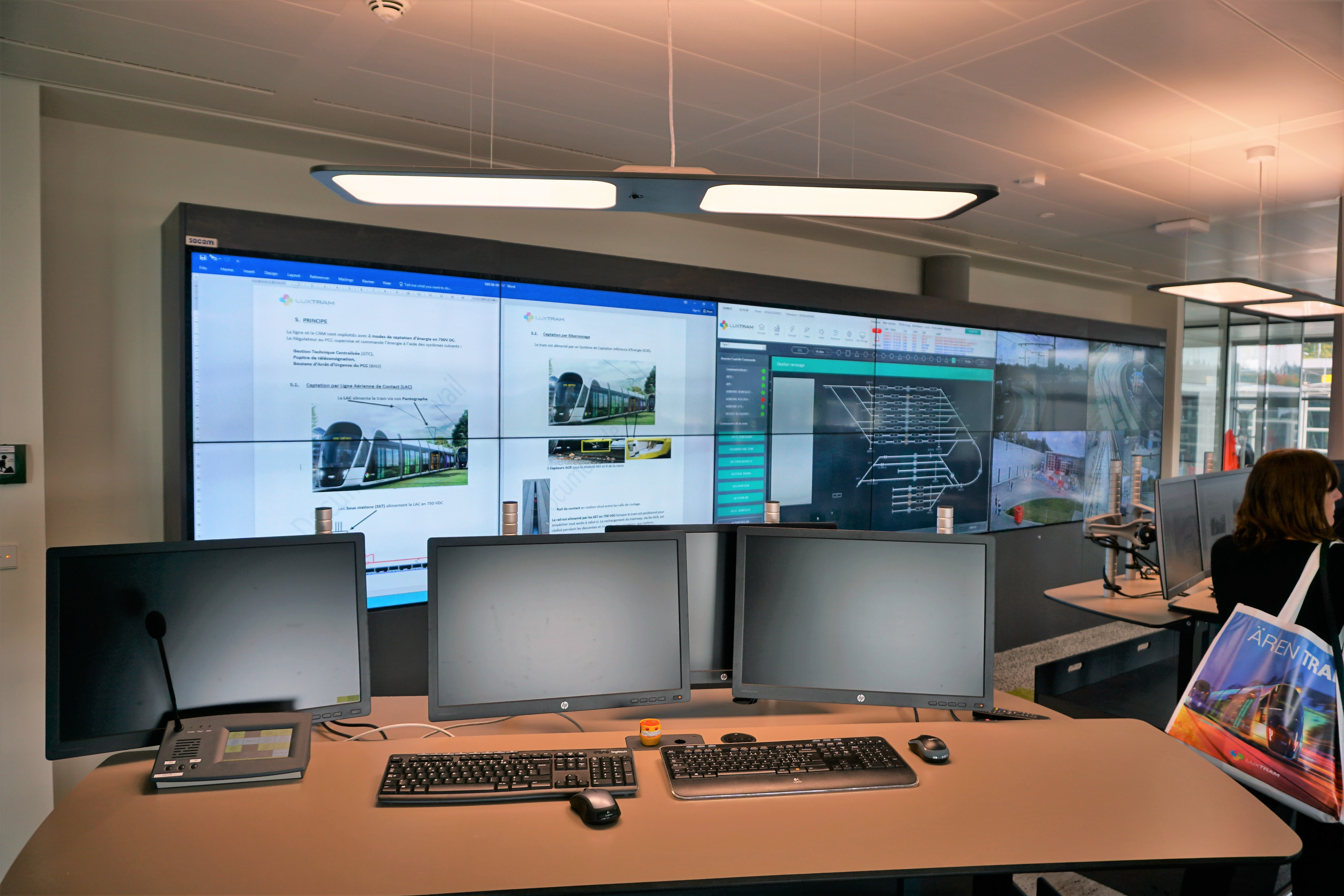
Leitstellenarbeitsplatz im Verwaltungsgebäude des Betriebshofes

Der Betriebshof, luxemburgisch Tramschapp für Straßenbahnschuppen, befindet sich am östlichen Rand des Kirchberg-Plateaus unmittelbar im Bereich der dortigen Autobahn-Anschlussstelle. Neben einem Verwaltungsgebäude sind auf dem Gelände eine Wagen- und eine Werkstatthalle untergebracht.
Das Verwaltungsgebäude befindet sich am westlichen Rand des Werksgeländes im Bereich der Zufahrt von der Haltestelle Luxexpo kommend. Der Verwaltungsbau beherbergt neben Büros auch die Betriebsleitstelle der Straßenbahn sowie Sozialräume für die Mitarbeiter.
Die Abstell- bzw. Wagenhalle liegt am Nordrand des Areals und weist eine Länge von circa 200 Metern auf. Sie bietet auf acht beidseitig angebundenen Gleisen 32 Tramfahrzeugen Platz und dient der Übernachtabstellung und Reinigung der Flotte.

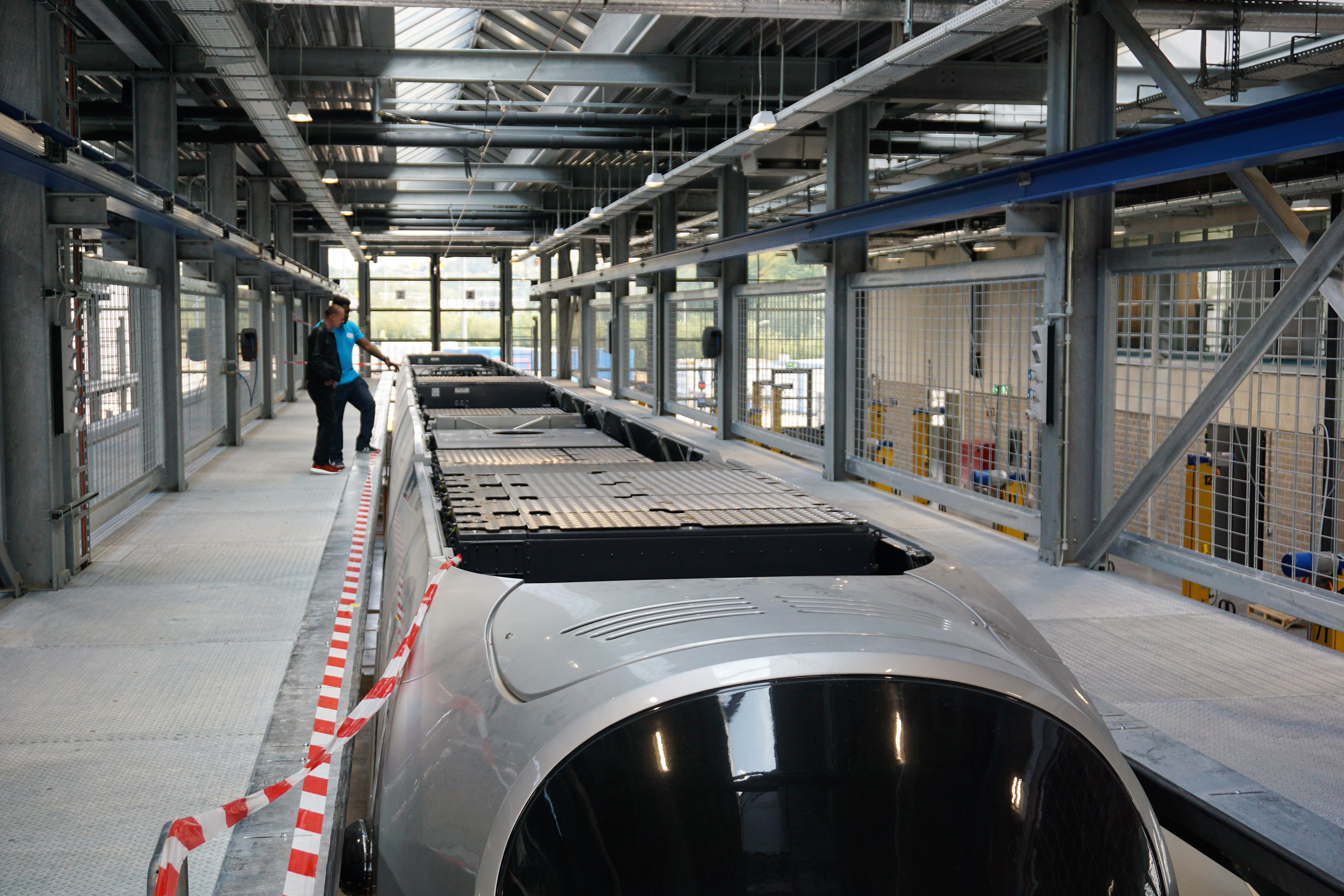
Dacharbeitsstand in der Werkstatthalle

Im Süden des Areals befindet sich die Werkstatthalle, die aus zwei Gebäudeteilen besteht und auch eine Waschhalle beherbergt. Der südliche, rund 90 Meter lange Hallenteil besteht aus drei aufgeständerten Wartungsgleisen mit Dacharbeitsstand sowie einem Hebebühnengleis. Alle Werkstattgleise sind Stumpfgleise und für die Straßenbahnen ausschließlich von der Ostseite aus befahrbar. Im Keller des Südtrakts ist zudem ein Unterwerk für die Stromversorgung des Betriebsgeländes untergebracht. Nördlich angrenzend, und damit mittig zwischen Werkstattbereich und Wagenhalle liegt die Waschhalle mit einer Länge von rund 110 Metern. Zwei durchgehende Hallengleise dienen als Waschgleise mit Portalwaschanlage, zudem existiert ein weiteres Wartungsgleis mit Unterflurdrehbank, das nur von der Ostseite aus angebunden ist.

## Fahrzeuge

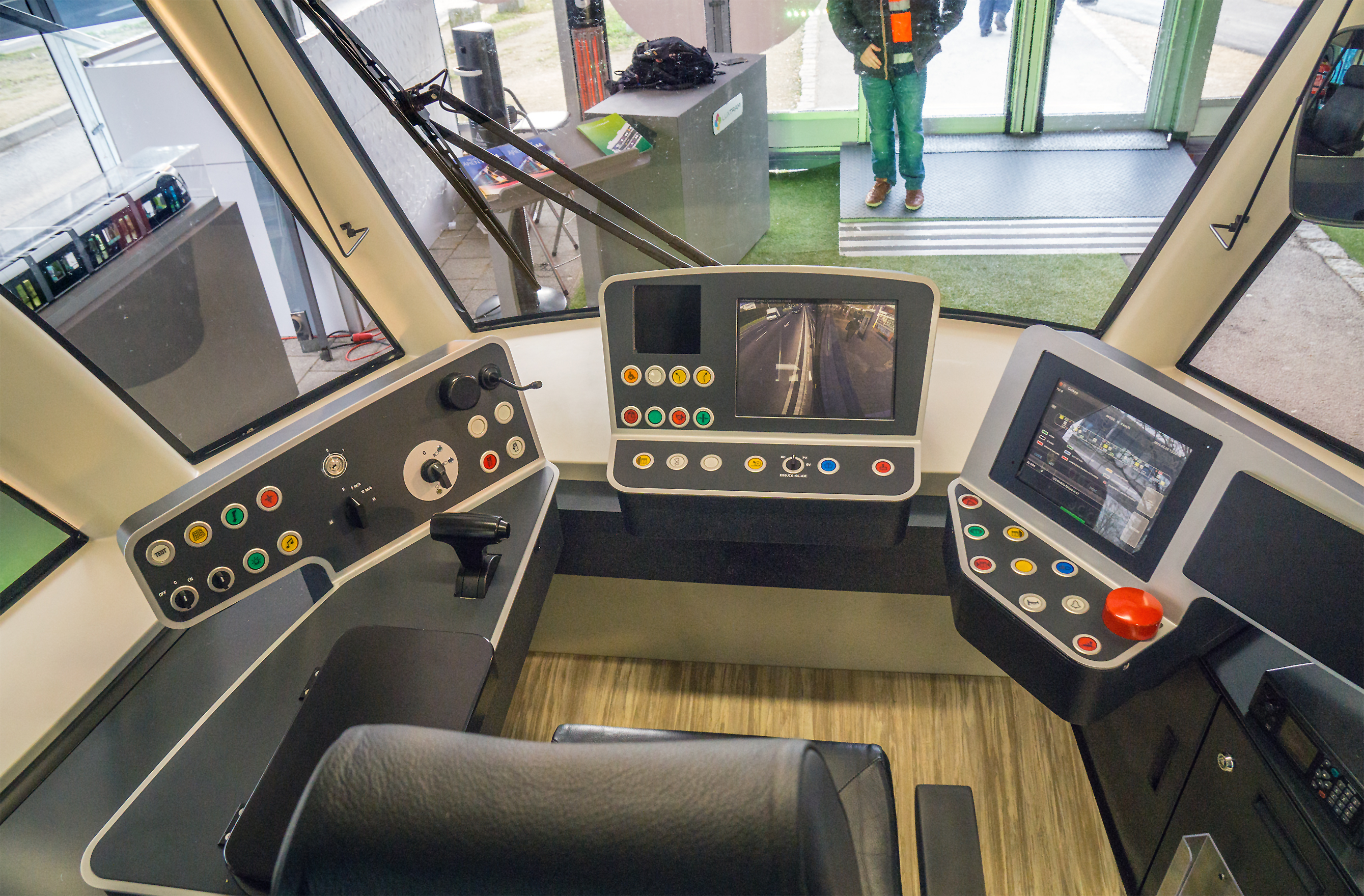
Führerstand eines CAF Urbos 3

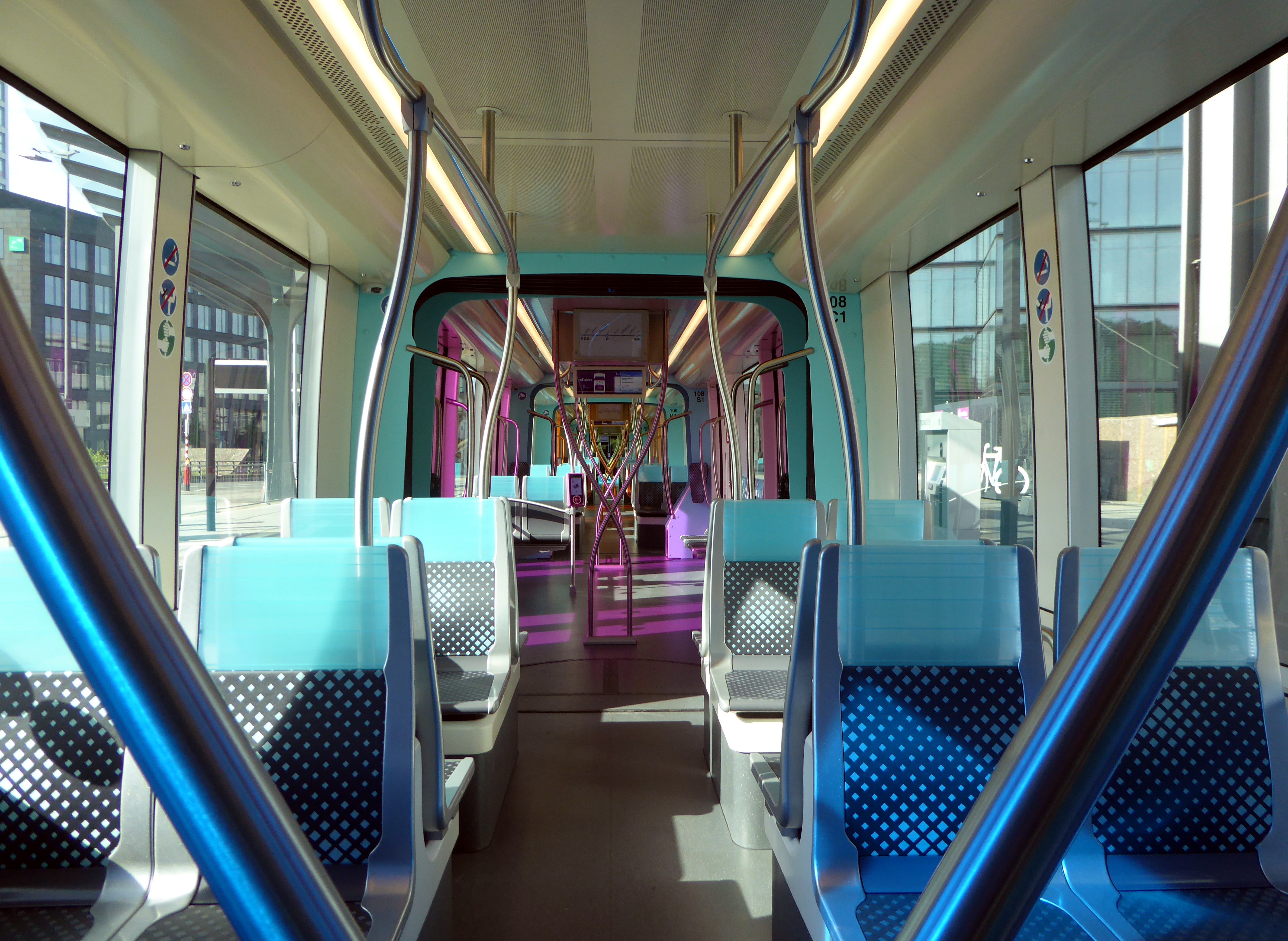
Inneneinrichtung der Fahrzeuge

LuxTram setzt Fahrzeuge vom Typ „Urbos 3“ des spanischen Unternehmens CAF (Construcciones y auxiliar de ferrocarriles) ein, die an beiden Wagenenden einen Führerstand haben und so für den Zweirichtungsbetrieb geeignet sind. Dadurch sind im Straßenbahnnetz keine Wendeschleifen erforderlich. Jedes Fahrzeug besteht aus sieben Segmenten, die mittels Gelenken verbunden sind.
Um den oberleitungslosen Streckenabschnitt in der Innenstadt passieren zu können, sind die Wagen mit Superkondensatoren ausgestattet, die an den Haltestellen über eine Stromschiene aufgeladen werden.
Die vollklimatisierten Fahrzeuge haben eine Länge von 45,4 Metern und eine Breite von 2,65 Metern und bieten 450 Fahrgästen Platz. Der Zu- und Ausstieg erfolgt über acht gleichmäßig verteilte Fahrgast-Doppeltüren je Seite. Bei Bedarf können die Urbos 3 durch zwei zusätzliche Segmente weiter verlängert werden.
Im Endausbau der Linie zwischen Findel und Cloche d’Or werden 32 Fahrzeuge in Betrieb sein, sie erhalten die Nummern 101 bis 132.
Für die geplante Schnellstraßenbahn nach Esch-sur-Alzette sollen 24 neue neunteilige und 56 Meter lange Fahrzeuge beschafft werden.

## Betriebszeiten und Takte
Mit einem 3-Minuten-Takt hat die Linie eine Kapazität von fast 10.000 Passagieren pro Stunde und Richtung. Die Nutzung der Strecke wird auf 110.000 Fahrgäste pro Tag geschätzt.
Die Tram verkehrt täglich. Wochentags besteht ein Taktfahrplan zwischen 6:30 und 20 Uhr mit einem Intervall von je 3–4 Minuten. Von 20 bis 6:30 Uhr ein Intervall von 5–10 Minuten. Samstags fährt die Tram zwischen 8:15 und 19:30 Uhr alle 5 Minuten, davor und danach alle 10–15 Minuten. Sonntags verkehrt die Tram den ganzen Tag über im 8-Minuten-Takt. Zwischen dem Flughafen Findel und Luxexpo sowie zwischen Lycée Bouneweg und Stadion verkehrt von Montag bis Freitag nur jede zweite Tram.

## Kritik an den Arbeitsbedingungen
Anlässlich der Erweiterung der Streckenführung vom Grand théâtre de la ville de Luxembourg zum Stäreplaz/Étoile am 27. Juli 2018 fand eine Protestaktion am Rande der Einweihung statt. Die Gewerkschaften wiesen auf die schlechten Bedingungen der Luxtram-Beschäftigten hin, deren Lohnstandards im Vergleich zum öffentlichen Dienst „zwischen ungefähr minus 30 Prozent und minus 50 Prozent liege“ (Vergleich zu CFL, beim TICE, bei den städtischen Bussen oder auch bei anderen Betrieben aus dem öffentlichen Dienstleistungssektor). Der Unterschied beim Urlaub betrage bis zu elf Tage. Zudem könne die Gesamtschichtdauer bis zu 13 Stunden täglich betragen. Dies sei um so skandalöser, als der Staat zwei Drittel des Kapitals und die Stadt Luxemburg ein Drittel besitzen, meinen die Gewerkschafter.
Nach zwei Jahren Verhandlungen, Tarifstreit, einem Schlichtungsverfahren und einer Protestaktion am Rande der Einweihung der Tramstrecke in Luxemburg, haben die Arbeitgeber und die Gewerkschaften eine Einigung erzielt und im Oktober 2019 den ersten Kollektivvertrag für die Belegschaft von Luxtram unterzeichnet. Der Tarifabschluss für die 110 Mitarbeiter der 2014 als privatrechtliche Gesellschaft (S.A.) gegründeten Luxtram bringt den Arbeitnehmern insgesamt vier Prozent mehr Lohn, ein festes dreizehntes Monatsgehalt, eine Verbesserung der Regelung der Ruhetage und bei der Gesamtschichtdauer, die nun bei maximal zehn Stunden liegt (nur noch ausnahmsweise kann bis zu 13 Stunden Arbeitszeit angeordnet werden). Zudem wurden Lohnverbesserungen auch bei der Jahresendprämie und der Zulage für Bereitschaftsdienst durchgesetzt und Mahlzeitschecks ausgehandelt. Der Tarifvertrag galt rückwirkend ab dem 1. Januar 2019 und hatte eine Laufzeit von drei Jahren.